# Аль-Хуси, Мухаммед Али
Муха́ммед Али́ аль-Ху́си (араб. محمد علي الحوثي‎; родился 14 июля 1979, ЙАР) — йеменский государственный и политический деятель, Председатель Революционного комитета Йемена (с 6 февраля 2015 по 14 августа 2016 года), де-факто президент страны.
Согласно опубликованной конституционной декларации от 6 февраля 2015 года, революционный комитет отвечает за формирование нового парламента, который должен назначить президентский совет в составе пяти членов.

## Карьера
Мухаммед Али аль-Хуси является двоюродным братом лидера хуситов Абдул-Малика аль-Хуси. Как и всё семейство, входит в руководство хуситов.

## Президентство
5 февраля 2015 года хуситы приняли новую «конституционную декларацию», в которой в том числе Мухаммед Али аль-Хуси был назначен председателем Революционного комитета.
21 марта аль-Хуси выступил на заседании Революционного Комитета с речью, в которой заявил о потере легитимности Абд Раббу Мансуром Хади, в связи с его отставкой 21 февраля 2015 года. Он также подверг критике некоторые иностранные правительства, обвинив их в "грубом вмешательстве" во внутренние дела Йемена.
15 августа 2016 года ушёл в отставку, передав полномочия главы государства председателю Верховного Политического Совета Салеху ас-Самаду.

### Информация о ранении
Телеканал Аль-Джазира сообщил, что в результате авиаударов ВВС Саудовской Аравии по Сане 25 марта 2015 года Мухаммед Али аль-Хуси ранен. Однако информация не была подтверждена.

## Факты
- Мухаммед Али аль-Хуси в период правления был одним из самых молодых руководителей глав государств и правительств в мире.
- Мухаммед Али аль-Хуси в период правления был самым молодым руководителем Йемена за всё небольшое время.